# Regionale Küche
Als Regionalküche oder regionale Küche (oft kurz „Küche“ genannt) werden die Ess- und Kochgewohnheiten der Bevölkerung bezeichnet, die in einer Landschaft oder Region vorherrschen.
Jede Landschaft produziert regionale Erzeugnisse, jede Kultur hat ihre eigenen Traditionen hervorgebracht, durch Handel und Reisen, durch Migration und neu eingeführte Lebensmittel werden die regionalen Küchen beeinflusst und verändert. Jede Region und jedes Land, auch einzelne Städte  haben ihre eigene Küche hervorgebracht. Bei Ländern spricht man auch von Nationalküche.

## Liste von Regionalküchen

### Afrikanische Küche
- Äthiopische Küche
- Nordafrikanische Küche
- Ostafrikanische Küche
- Südafrikanische Küche
- Westafrikanische Küche
- Zentralafrikanische Küche

### Amerikanische Küche

#### Nordamerikanische Küche
- Karibische Küche
- Mexikanische Küche
- US-amerikanische Küche
  - Cajun-Food
  - California Cuisine
  - Soul-Food
  - Südstaatenküche
  - Tex-Mex-Küche

#### Südamerikanische Küche
- Argentinische Küche
- Brasilianische Küche
- Chilenische Küche
- Peruanische Küche

### Asiatische Küche

#### Südostasien und Ostasien

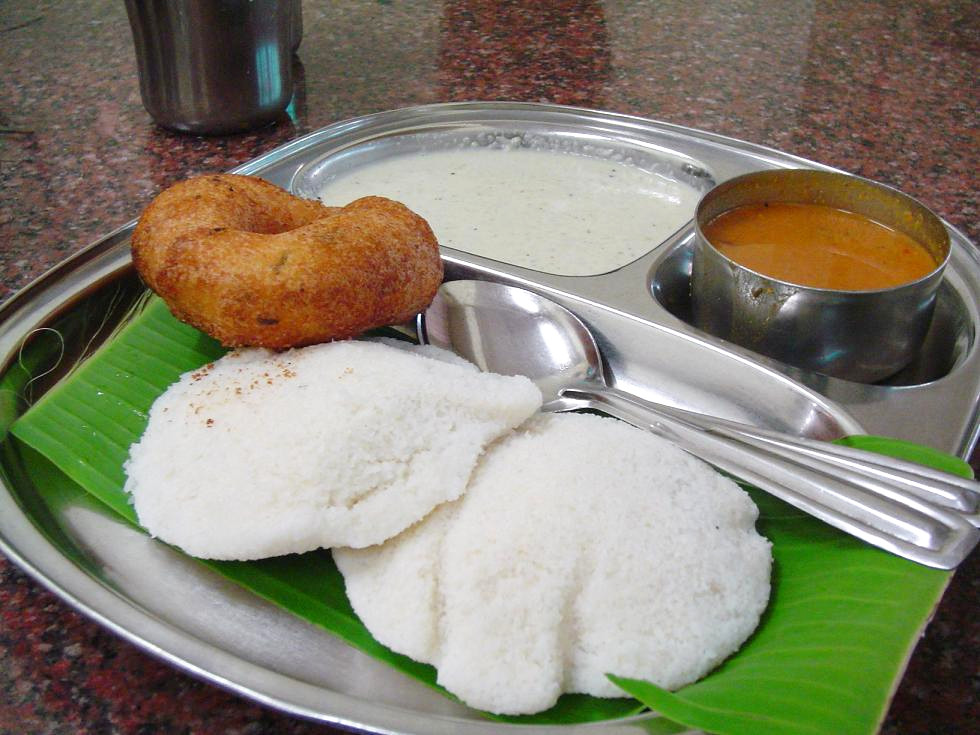
Eine Speise der indischen Küche: Idli, Vada und Sambar auf einem Bananenblatt serviert

- Chinesische Küche
- Indonesische Küche
- Japanische Küche
- Koreanische Küche
- Osttimoresische Küche
- Philippinische Küche
- Thailändische Küche
- Taiwanische Küche
- Vietnamesische Küche

#### Süd- und Zentralasien
- Afghanische Küche
- Indische Küche
- Kasachische Küche
- Mongolische Küche
- Tibetische Küche

### Australien und Ozeanien
- Australische Küche
- Neuseeländische Küche

### Europäische Küche
- Balkanküche
  - Albanische Küche
  - Bulgarische Küche
  - Kroatische Küche
  - Montenegrinische Küche
  - Serbische Küche
- Belgische Küche
  - Flämische Küche
  - Küche in Brüssel und der Wallonie
- Deutsche Küche
  - Badische Küche
  - Bayerische Küche
  - Berliner Küche
  - Brandenburgische Küche
  - Bremer Küche
  - Erzgebirgische Küche
  - Fränkische Küche
  - Hamburger Küche
  - Hessische Küche
  - Mecklenburgische Küche
  - Niedersächsische Küche
  - Pfälzer Küche
  - Pommersche Küche
  - Rheinische Küche
  - Saarländische Küche
  - Sachsen-Anhaltische Küche
  - Sächsische Küche
  - Schlesische Küche
  - Schleswig-Holsteiner Küche
  - Schwäbische Küche
  - Thüringer Küche
  - Westfälische Küche

- Böhmische Küche (Westtschechien, auch: Traditionsküche Altösterreichs und Nordostösterreichs)

- Dänische Küche
- Englische Küche → Australische Küche, US-amerikanische Küche, Südafrikanische Küche
- Estnische Küche
- Färöische Küche
- Finnische Küche
- Französische Küche → Schweizer Küche (Romandie)
- Griechische Küche
- Irische Küche
- Isländische Küche
- Italienische Küche → Schweizer Küche (Ital.)
  - Friaulische Küche
  - Ligurische Küche
  - Toskanische Küche
  - Sizilianische Küche
  - Südtiroler Küche → Alpenküche
- Kasachische Küche
- Luxemburgische Küche
- Moldauische Küche
- Niederländische Küche → Südafrikanische Küche
- Norwegische Küche
- Österreichische Küche (Sammelbegriff für die alpinen und nichtalpinen Küchen Österreichs und auch Südtirols)
  - Wiener Küche (Österreichische Hochküche)
  - Tiroler Küche
  - Vorarlberger Küche
- Polnische Küche
- Portugiesische Küche
- Rumänische Küche
- Russische Küche
- Schottische Küche
- Schwedische Küche
- Schweizer Küche
- Siebenbürgische Küche
- Spanische Küche:
  - Andalusische Küche
  - Asturische Küche
  - Baskische Küche
  - Galicische Küche
  - Kanarische Küche
  - Kastilische Küche
  - Katalanische Küche
  - Mallorquinische Küche
  - Valencianische Küche
- Sowjetische Küche
- Belarussische Küche
- Ukrainische Küche
- Ungarische Küche

### Nicht einem einzelnen Kontinent zuordenbar
- Arabische Küche
- Mittelmeerküche
  - Griechische Küche
  - Italienische Küche
  - Maltesische Küche
  - Nordafrikanische Küche
  - Sizilianische Küche
  - Spanische Küche
  - Türkische Küche
  - Zyprische Küche